# Puntos suspensivos
Puntos suspensivos és una pel·lícula espanyola de 2024 del gènere thriller dirigida per David Marqués, qui la va coescriure amb Rafael Calatayud Cano. És protagonitzada per Diego Peretti, José Coronado, Cecilia Suárez i Georgina Amorós. Es va exhibir per primer cop el 2 de març de 2024 en el Festival de Màlaga, i després es va estrenar en cinemes d'Espanya el 20 de setembre de 2024, amb distribució de Vértice 360. S'ha subtitulat al català.

## Sinopsi
En Leo (Diego Peretti) és un reeixit escriptor de novel·les de misteri que firma amb el pseudònim de Cameron Graves. Mentre escriu el seu pròxim llibre en un xalet aïllat, rep l'estranya visita d'en Jota (José Coronado), un inquietant personatge que diu ser periodista. Ningú coneix la identitat d'en Leo i només la Victoria (Cecilia Suarez), el seu agent, sap que és allí. Un fosc secret relacionat amb l'Adriana (Georgina Amorós), el seu jove amant, sembla estar darrere de la misteriosa visita.

## Repartiment
- Diego Peretti com a Leo
- José Coronado com a Jota
- Cecilia Suárez com a Victoria
- Georgina Amorós com a Adriana

## Producció
El novembre de 2022, el director David Marqués va anunciar que tenia previst començar a rodar el film el desembre de 2022, al costat de la productora Morena Films. El rodatge va començar en Berrocalejo amb Diego Peretti, José Coronado, Cecilia Suárez i Georgina Amorós com a protagonistes; i el gener de 2023 també es va anunciar que es rodarien escenes de la pel·lícula a Navalmoral de la Mata.

## Estrena i màrqueting
El 23 de novembre de 2023, la distribuïdora Vértice 360 va anunciar que estrenaria Puntos suspensivos als cinemes el 8 de març de 2024. El febrer de 2024, es va anunciar que la pel·lícula s'estrenaria al Festival de Màlaga el 2 de març de 2024, i que la seva estrena comercial es retardaria fins a algun moment sense concretar del 2024. L'1 d'agost es va llançar el tràiler oficial i es va anunciar la data d'estrena en cinemes d'Espanya per al 20 de setembre de 2024.